# Rugby Parma F.C. 1931 2009-2010

## Supercoppa italiana 2009
| Incontro         | Risultato |
| ---------------- | --------- |
| Parma — Benetton | 8-28      |

## Super 10 2009-10

### Stagione regolare
| Incontro              | Andata | Ritorno |
| --------------------- | ------ | ------- |
| Parma — Rugby Roma    | 30-10  | 6-12    |
| Rovigo — Parma        | 15-10  | 20-18   |
| Parma — Benetton      | 13-12  | 5-41    |
| GRAN Parma — Parma    | 15-36  | 28-25   |
| Parma — Petrarca      | 24-22  | 13-24   |
| L’Aquila — Parma      | 22-19  | 19-20   |
| Parma — Viadana       | 11-32  | 24-28   |
| I Cavalieri — Parma   | 24-17  | 20-26   |
| Parma — Veneziamestre | 37-16  | 21-20   |

#### Risultati della stagione regolare
| Posizione | G  | V | N | P  | PF  | PS  | DP  | B  | Pt |
| --------- | -- | - | - | -- | --- | --- | --- | -- | -- |
| 6ª        | 18 | 8 | 0 | 10 | 355 | 380 | -25 | 10 | 42 |

## Coppa Italia 2009-10

### Prima fase
| Incontro            | Risultato |
| ------------------- | --------- |
| I Cavalieri — Parma | 17-8      |
| Parma — Rovigo      | 0-42      |
| Parma — Benetton    | 14-27     |
| GRAN Parma — Parma  | 13-16     |

#### Risultati della prima fase
| Posizione | G | V | N | P | PF | PS | DP  | B | Pt |
| --------- | - | - | - | - | -- | -- | --- | - | -- |
| 4ª        | 4 | 1 | 0 | 3 | 38 | 99 | +61 | 0 | 4  |

## European Challenge Cup 2009-10

### Prima fase
| Incontro                 | Andata | Ritorno |
| ------------------------ | ------ | ------- |
| Bucarest — Parma         | 21-9   | 9-16    |
| Leeds Carnegie — Parma   | 32-13  | 38-16   |
| Parma — Bourgoin-Jallieu | 14-9   | 10-31   |

#### Risultati della prima fase
| Posizione | G | V | N | P | PF | PS  | DP  | B | Pt |
| --------- | - | - | - | - | -- | --- | --- | - | -- |
| 3ª        | 6 | 2 | 0 | 4 | 78 | 145 | -67 | 0 | 8  |

## Verdetti
- Parma qualificato alla European Challenge Cup 2010-11.